# (13581) 1993 QX4
1993 كيو أكس 4 (ويعرف أيضًا باسم (13581) 1993 كيو أكس 4 وفق تسمية الكوكب الصغير) (بالإنجليزية: 1993 QX4)‏ هو كويكب ضمن حزام الكويكبات؛ وترتيبه 13581 من حيث الاكتشاف.
اكتُشف هذا الجُرم الفلكي بواسطة اليانور إف. هيلين في 19 أغسطس 1993.

## وصلات خارجية
- (13581) 1993 QX4 في قاعدة بيانات مختبر الدفع النفاث لأجرام النظام الشمسي الصغيرة

- الاكتشاف · مخطط المدار ·  العناصر المدارية · المعلمات المادية

- (13581) 1993 QX4 على موقع ويكي سكاي: DSS2, SDSS, GALEX, IRAS, Hydrogen α, X-Ray, Astrophoto, Sky Map, Articles and images